# Campionati africani di lotta 2007
I campionati africani di lotta 2007 sono stati la 23ª edizione della manifestazione continentale organizzata dalla FILA. Si sono svolti nel maggio 2007 a Il Cairo, in Egitto.

## Podi

### Uomini

#### Lotta libera
| Evento | Oro                           | Argento                 | Bronzo              |
| 55 kg  | Adama Diatta                  | Mohammed Ataya          | Hassan Mohamed      |
| 60 kg  | Hassan Ibrahim Madani         | Shaun Williams          | Victor Salobadriate |
| 66 kg  | Heinrich Barnes               | Moustafa Tamaam         | Mayeul Nganafio     |
| 74 kg  | Ahmed Elabsawy                | Richard Brian Addinall  | Adenane Charef      |
| 84 kg  | Mohamed Ali Bouzaiane         | Coenraad de Villiers    | Ablaye Thiam        |
| 96 kg  | Moustafa Saleh Emara          | Roltin Simire           | John Short          |
| 120 kg | Hisham Abdelwahab Abdelmoamen | Augustine Mbagnick Sene | Farid Djaout        |

#### Lotta greco-romana
| Evento | Oro                          | Argento                  | Bronzo                    |
| 55 kg  | Karim Ibrahim El-Sayed       | Meher El Bouthouki       | Denver Christopher Jansen |
| 60 kg  | Mostafa Mohamed              | Mourad El Bakali         | Ronald Tait               |
| 66 kg  | Hamza Louati                 | Ashraf Meligy El Garably | van der Morwechal         |
| 74 kg  | Zied Ait Ouagram             | Ahmed Mohamed Abdelsadek | Said Moulla               |
| 84 kg  | Ahmed Mahmoud Shaker         | Hermanus van Zyl         | Khimi Abnen               |
| 96 kg  | Karam Mohammed Gaber Ibragim | Samir Bouguerra          | Bachir Yahyaoui           |
| 120 kg | Yasser Abdelrahman Ali       | Mustapha Bouari          | Markus Johannes Dekker    |

### Donne

#### Lotta libera
| Evento | Oro                         | Argento              | Bronzo               |
| 51 kg  | Isabelle Sambou             | Sammy Oziti          | Fatma El Zahraa      |
| 55 kg  | Rokhiaton Souk              | Hela Riabi           | Jeanne-Marie Coetzer |
| 59 kg  | Oyeins Tangi                | Marwa Amri           | Nadia Moussaoui      |
| 63 kg  | Doaa Ahmed Maher            | Melinda Marais       | Aminata Goudiaby     |
| 67 kg  | Stéphanie N'Guessan Kouassi | Euphrasie Sambou     | Hayat Quasir         |
| 72 kg  | Soumaya Ben Sassi           | Djehi Natacha Djedje | Sonja Coetzee        |

## Medagliere
La nazione ospitante è evidenziata.
| Pos.   | Paese              | Oro | Argento | Bronzo | Totale |
| ------ | ------------------ | --- | ------- | ------ | ------ |
| 1      | Egitto             | 10  | 3       | 2      | 15     |
| 2      | Tunisia            | 4   | 4       | 2      | 10     |
| 3      | Senegal            | 3   | 2       | 3      | 8      |
| 4      | Sudafrica          | 1   | 5       | 7      | 13     |
| 5      | Nigeria            | 1   | 2       | 0      | 3      |
| 6      | Costa d'Avorio     | 1   | 1       | 0      | 2      |
| 7      | Marocco            | 0   | 2       | 2      | 4      |
| 8      | Algeria            | 0   | 1       | 3      | 4      |
| 9      | Rep. Centrafricana | 0   | 0       | 1      | 1      |
| Totale | Totale             | 20  | 20      | 20     | 62     |